# Bułgaria na Letnich Igrzyskach Olimpijskich 2000
Bułgarię na Letnich Igrzyskach Olimpijskich 2000 reprezentowało 91 zawodników.

## Zdobyte medale
| Medal  | Zawodnik         | Dyscyplina           | Konkurencja            |
| ------ | ---------------- | -------------------- | ---------------------- |
| Złoto  | Tereza Marinowa  | Lekkoatletyka        | Trójskok               |
| Złoto  | Taniu Kiriakow   | Strzelectwo          | pistolet dowolny 50 m  |
| Złoto  | Maria Grozdewa   | Strzelectwo          | pistolet sportowy 25 m |
| Złoto  | Gyłybin Boewski  | Podnoszenie ciężarów | 62 – 69 kg             |
| Złoto  | Armen Nazarian   | Zapasy               | styl klasyczny 58 kg   |
| Srebro | Petyr Merkow     | Kajakarstwo          | K-1 500 m              |
| Srebro | Petyr Merkow     | Kajakarstwo          | K-1 1000 m             |
| Srebro | Rumjana Nejkowa  | Wioślarstwo          | jedynki                |
| Srebro | Georgi Markow    | Podnoszenie ciężarów | 62 – 69 kg             |
| Srebro | Ałan Cagajew     | Podnoszenie ciężarów | 94 – 105 kg            |
| Srebro | Serafim Byrzakow | Zapasy               | styl wolny 63 kg       |
| Brąz   | Jordan Jowczew   | Gimnastyka           | ćwiczenia wolne        |
| Brąz   | Jordan Jowczew   | Gimnastyka           | ćwiczenia na kółkach   |